# Lee (Florida)
Lee és una població dels Estats Units a l'estat de Florida. Segons el cens del 2000 tenia 352 habitants.

## Demografia
Segons el cens del 2000, Lee tenia 352 habitants, 130 habitatges, i 92 famílies. La densitat de població era de 111,4 habitants/km².
Dels 130 habitatges en un 34,6% hi vivien nens de menys de 18 anys, en un 52,3% hi vivien parelles casades, en un 16,2% dones solteres, i en un 28,5% no eren unitats familiars. En el 26,2% dels habitatges hi vivien persones soles el 12,3% de les quals corresponia a persones de 65 anys o més que vivien soles. El nombre mitjà de persones vivint en cada habitatge era de 2,71 i el nombre mitjà de persones que vivien en cada família era de 3,13.
Per edats la població es repartia de la següent manera: un 30,7% tenia menys de 18 anys, un 5,4% entre 18 i 24, un 28,7% entre 25 i 44, un 22,2% de 45 a 60 i un 13,1% 65 anys o més.
L'edat mediana era de 37 anys. Per cada 100 dones de 18 o més anys hi havia 101,7 homes.
La renda mediana per habitatge era de 26.250 $ i la renda mediana per família de 26.875 $. Els homes tenien una renda mediana de 33.750 $ mentre que les dones 21.875 $. La renda per capita de la població era de 13.242 $. Entorn del 19,8% de les famílies i el 26,5% de la població estaven per davall del llindar de pobresa.

## Poblacions més properes
El següent diagrama mostra les poblacions més properes.